# Jeffrey Ket
Jeffrey Ket (Hoofddorp, 6 april 1993) is een voormalig Nederlands profvoetballer die als verdediger speelde.
Ket speelde de jeugd van RKSV HBC, AFC Ajax, HFC Haarlem en AZ. Hij maakte voor Telstar debuut in de eerste divisie tegen Jong Ajax op 5 augustus 2013. Nog diezelfde maand stapte hij over naar FC Dordrecht. In 2014 ging hij naar FC Oss waar hij tot medio 2016 speelde. Hij vervolgde zijn loopbaan in Slowakije bij AS Trenčín. Begin 2017 liet Ket zijn contract ontbinden en ging hij voor Pandurii Târgu Jiu in Roemenië spelen. Aan het einde van seizoen 2017-2018 tekende hij een contract bij Quick Boys voor de jaren 2018 tot met 2022. 
Op 29 maart 2023 tekent hij contract bij SV TEC.

## Statistieken
| Seizoen         | Club               | Competitie      | Competitie | Competitie | Play-offs | Play-offs | Beker | Beker | Totaal | Totaal |
| Seizoen         | Club               | Competitie      | Wed.       | Dlp.       | Wed.      | Dlp.      | Wed.  | Dlp.  | Wed.   | Dlp.   |
| --------------- | ------------------ | --------------- | ---------- | ---------- | --------- | --------- | ----- | ----- | ------ | ------ |
| 2013/14         | Telstar            | Eerste divisie  | 4          | 1          | 0         | 0         | 0     | 0     | 4      | 1      |
| 2013/14         | FC Dordrecht       | Eerste divisie  | 11         | 0          | 0         | 0         | 0     | 0     | 11     | 0      |
| 2014/15         | FC Oss             | Eerste divisie  | 18         | 1          | 1         | 0         | 1     | 0     | 20     | 1      |
| 2015/16         | FC Oss             | Eerste divisie  | 25         | 0          | 0         | 0         | 1     | 0     | 26     | 0      |
| 2016/17         | AS Trenčín         | Fortuna Liga    | 12         | 0          | 0         | 0         | 2     | 0     | 14     | 0      |
| 2016/17         | Pandurii Târgu Jiu | Liga 1          | 4          | 0          | 0         | 0         | 0     | 0     | 4      | 0      |
| Carrière totaal | Carrière totaal    | Carrière totaal | 74         | 2          | 1         | 0         | 4     | 0     | 79     | 2      |